# Lars Hanson
Lars Hanson, nome completo Lars Mauritz Hanson (Göteborg, 26 luglio 1886 – Stoccolma, 8 aprile 1965), è stato un attore svedese, ricordato soprattutto per le sue interpretazioni sul grande schermo all'epoca del muto.

## Biografia
Hanson iniziò la sua carriera sui palcoscenici svedesi, dopo aver studiato arte drammatica ad Helsinki e Stoccolma, in qualità di interprete shakespeariano comparendo in classici come Otello, Amleto e Riccardo III. Debuttò sul grande schermo nel 1915 nel film Dolken, diretto da Mauritz Stiller e la sua popolarità come attore nel suo paese crebbe anche grazie alle interpretazioni successive. Fu un allievo della Dramatens elevskola.
Nel 1922 Hanson sposò l'ex moglie del celebre regista Gustaf Molander, l'attrice Karin Molander: la coppia rimase unita fino alla morte di lui.
Già celebre nel proprio paese e in generale nella maggior parte dell'Europa continentale, Hanson ottenne definitivo riconoscimento internazionale grazie al ruolo di protagonista nel film La leggenda di Gösta Berling (1923) di Stiller, a cui presero parte anche la giovane pupilla del regista Greta Garbo, al primo ruolo di rilievo, e l'attrice teatrale Gerda Lundequist. Su richiesta della stella statunitense Lilian Gish, nel 1926 (lo stesso anno della Garbo) Hanson andò a Hollywood per interpretare al fianco della stessa Gish il film La lettera scarlatta, diretto dal suo connazionale Victor Sjöström. Nello stesso anno, sempre accanto alla Garbo, recitò nel film La carne e il diavolo, grande successo della MGM diretto da Clarence Brown, in cui interpretò l'amico e poi antagonista di John Gilbert.
La carriera di Hanson a Hollywood si sviluppò per tutti gli anni venti e l'attore affiancò la Garbo in un'altra pellicola, La donna divina (1928), anche questo di Sjöström, il quale, nello stesso anno, lo diresse ne Il vento, dove ebbe come partner Lilian Gish. Verso la fine del decennio, però, l'epoca del muto si avviava al tramonto e, accortosi che il suo pesante accento svedese rappresentava un evidente ostacolo in produzioni statunitensi, Hanson decise di tornare in Europa.
L'attore continuò a comparire in produzioni svedesi fino all'inizio degli anni cinquanta, quando decise di ritirarsi dagli schermi. Il suo ultimo film fu Dårskapens hus del 1951. In Svezia, affiancò il suo lavoro nel cinema a un'importante carriera di interprete teatrale, fornendo memorabili interpretazioni nei drammi di Strindberg Il sogno e La sonata degli spettri. Nel 1956 interpretò il ruolo di James Tyrone, protagonista nella prima rappresentazione mondiale del dramma di Eugene O'Neill Lungo viaggio verso la notte, ricevendo insieme alla collega Inga Tidblad il primo Premio Eugene O'Neill. 
Morì a Stoccolma nel 1965 dopo una breve malattia, all'età di 78 anni.

## Filmografia parziale
- Dolken, regia di Mauritz Stiller (1915)
- Vingarne, regia di Mauritz Stiller (1916)
- Synnöve Solbakken, regia di John W. Brunius (1919)
- Il canto del fiore rosso (Sången om den eldröda blomman), regia di Mauritz Stiller (1919)
- La leggenda di Gösta Berling (Gösta Berlings saga), regia di Mauritz Stiller (1924)
- Ingmarsarvet, regia di Gustaf Molander (1925)
- La lettera scarlatta (The Scarlet Letter), regia di Victor Sjöström (1926)
- La carne e il diavolo (The Flesh and the Devil), regia di Clarence Brown (1926)
- La donna divina (The Divine Woman), regia di Victor Sjöström (1928)
- Synd, regia di Gustaf Molander (1928)
- Il vento (The Wind), regia di Victor Sjöström (1928)
- Notti di primavera (Valborgsmässoafton), regia di Gustaf Edgren (1935)
- Verso il sole (På solsidan), regia di Gustaf Molander (1936)
- Prima squadriglia, regia di Hasse Ekman (1941)
- Il boia di Brandebold, regia di Gustaf Molander (1942)
- Dårskapens hus, regia di Hasse Ekman (1951)